# Gieorgij Ałafier
Gieorgij Leongardowicz Ałafier (ros. Георгий Леонгардович Алафер, ur. 1900 w Petersburgu, zm. 1973 w Leningradzie) – funkcjonariusz radzieckich służb specjalnych, major.

## Życiorys
Wcześnie stracił ojca. Po ukończeniu szkoły miejskiej został uczniem rzemieślnika, w czerwcu 1918 został żołnierzem Armii Czerwonej, a we wrześniu 1918 funkcjonariuszem Czeki w Porchowie, od stycznia 1919 walczył na Froncie Północno-Zachodnim, od 1920 służył w batalionie robotniczym w Czelabińsku, wkrótce został skierowany do walk na Froncie Południowym, później ukończył kursy młodszego dowództwa. Od sierpnia 1921 pracował w organach Czeki w Piotrogrodzie, w czerwcu 1927 przyjęto go do WKP(b) (po raz pierwszy do partii komunistycznej wstąpił już w 1918, jednak w lutym 1920, gdy utracił kontakt z organizacją partyjną, został automatycznie skreślony z listy członków partii). Od 1931 był funkcjonariuszem Pełnomocnego Przedstawicielstwa OGPU w Leningradzkim Okręgu Wojskowym, a później Zarządu NKWD obwodu leningradzkiego. Brał udział w rozstrzeliwaniu więźniów skazanych na śmierć w okresie wielkiego terroru. Po ataku Niemiec na ZSRR został komendantem Wydziału Specjalnego NKWD Łużskiej Grupy Armijnej, brał udział w walkach na froncie, 27 września 1941 został ciężko ranny w nogę. W 1946 w stopniu majora przeszedł na emeryturę.

## Odznaczenia
- Order Lenina (1945)
- Order Czerwonego Sztandaru (1945)
- Order Wojny Ojczyźnianej I klasy (1943)
- Order Czerwonej Gwiazdy (1936)
- Odznaka "Honorowy Funkcjonariusz Czeki/GPU (XV)"